# Január 17.
Január 17. az év 17. napja a Gergely-naptár szerint. Az évből még 348 (szökőévekben 349) nap van hátra.
Névnapok: Antal, Antónia + Anton, Antos, Aszter, Leonetta, Oros, Rexana, Roxán, Roxána, Rozalinda, Toni, Uros

## Események

### Politikai események
- 395 – A Római Birodalom I. (Nagy) Theodosius római császár halálával kettészakad keleti- és nyugati birodalmakra.
- 1377 – A pápa visszahelyezi székhelyét Avignonból Rómába.
- 1840 – Mexikói föderalista földbirtokosok létrehozzák a Rio Grande-i Köztársaságot.
- 1849 – A gálfalvi ütközet.[1]
- 1852 – Nagy-Britannia elismeri a búr Transvaal államot Dél-Afrikában.
- 1910 – Megalakul a második Khuen-Héderváry-kormány.
- 1917 – Thomas Woodrow Wilson amerikai elnök, aki közvetíteni próbál az antant és a központi hatalmak között, megkapja az antant békefeltételeit tartalmazó jegyzéket.
- 1945 – Felszabadul a budapesti gettó.
- 1945 – A szovjet Vörös Hadsereg elfoglalja Varsót.
- 1977 – Portugáliában a NATO ellenőrzése alá helyezik a szárazföldi erőket.
- 1991 – Megindul a „Sivatagi Vihar hadművelet” (Operation Desert Storm) a Kuvaitot megszállva tartó Irak ellen. Válaszul Szaddám Huszein Scud rakétákkal támadja az Egyesült Államokkal együttműködő Szaúd-Arábiát és Izraelt.

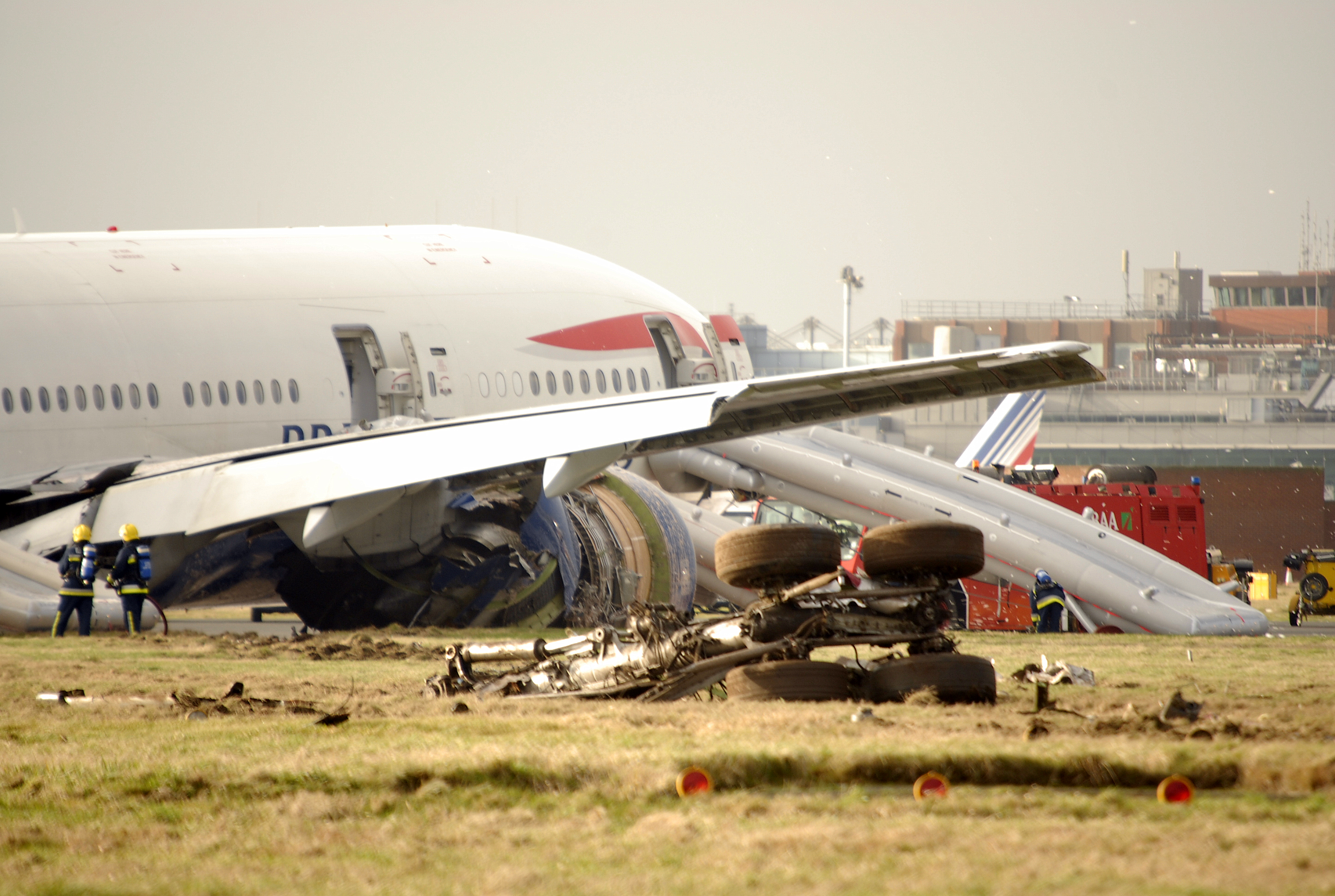
Baleset Heathrown (2008)

- 2008 – Csalással, hivatali visszaéléssel és megvesztegetéssel vádolja meg Traian Băsescu román államfő Adrian Năstase egykori kormányfőt, valamint nyolc volt és hivatalban levő minisztert.

### Tudományos és gazdasági események
- 1773 – James Cook kapitány Resolution és Adventure nevű hajói, az Antarktisz felé közeledve, első európai hajókként áthaladnak a déli sarkkörön (a déli szélesség 66° 36'-én, a keleti hosszúság 38° 14'-énél).
- 1912 – Robert Scott kapitány másodikként éri el a Déli-sarkot, a norvég Roald Amundsen egy hónappal megelőzi.
- 1966 - Palomaresre (Spanyolország), egy andalúziai kis halászfalura három hidrogénbomba hullott. A bombákat szállító amerikai B–52-es repülőgép a levegőben összeütközött egy tankergéppel. Az ütközés következtében három hidrogénbomba hullott le a település közelében, amelyekből kettőnek a hagyományos gyújtószerkezete fel is robbant. A detonáció hatására a bombákban lévő radioaktív anyag két négyzetkilométernyi területen szóródott szét, érintve lakott területeket, erdőket és paradicsomültetvényeket is.
- 1994 – Teljessé válik az amerikai GPS helyzetmeghatározó rendszer.

### Kulturális események

#### Irodalmi, színházi és filmes események
- 2013 - Magyarországon bemutatják az életműdíjas Quentin Tarantino Django elszabadul című filmjét.

### Sportesemények
- 1954 – Formula–1-es argentin nagydíj, Buenos Aires - Győztes: Juan Manuel Fangio (Maserati)
- 2008 – A Norvégiában megrendezett 8. férfi kézilabda-Európa-bajnokság nyitónapján – a C csoport második mérkőzésén – a magyar együttes 35‑28-ra veri Spanyolországot.

### Egyéb események
- 1914 – Az Osztrák–Magyar Monarchia vízre bocsátja a Szent István csatahajót.
- 1957 – Bevezetik a lottót Magyarországon.
- 1995 - A Richter-skála szerinti 7,3-es erősségű földrengés rázza meg Kóbe városát és környékét Japánban, több mint 6400 ember halálát és 300 000 ember otthonának pusztulását okozva.
- 2002 – Kitör a Kongói Demokratikus Köztársaság területén található Nyiragongo vulkán, körülbelül 400 000 embert kell kitelepíteni.
- 2007 – A Kyrill nevű orkán 225 kilométeres óránkénti széllel eléri Európát és súlyos károkat okoz az Északi-tenger partvidékén, illetve egész Közép-Európában.
- 2008 – A British Airways légitársaság Pekingből Londonba tartó Boeing 777-es járata kényszerleszállást hajt végre Heathrow repülőtéren, jóval a leszállópálya előtt.

## Születések
- 1463 – III. Frigyes szász választófejedelem († 1525)
- 1706 – Benjamin Franklin amerikai író, tudós, államférfi († 1790)
- 1729 – Baranyi László magyar királyi testőr, városi tanácsos († 1796)
- 1798 – Auguste Comte francia filozófus († 1857)
- 1822 – Anne Brontë angol írónő († 1849)
- 1828 – Reményi Ede zeneszerző, hegedűművész († 1898)
- 1837 – Vaszilij Radlov Oroszországban működött német származású nyelvész, turkológus, folklorista († 1918)
- 1847 – Nyikolaj Jegorovics Zsukovszkij orosz mérnök  († 1921)
- 1855 – Alpár Ignác magyar műépítész († 1928)
- 1863 – Konsztantyin Sztanyiszlavszkij orosz színházi rendező († 1938)
- 1863 – David Lloyd George brit politikus, 1916–22-ig az Egyesült Királyság hadügyminisztere, miniszterelnöke († 1945)
- 1881 – Oláh Gábor magyar költő, író († 1942)
- 1881 – Mátéffy Viktor magyar katolikus pap, pápai prelátus, országgyűlési képviselő († 1948)
- 1882 – Gebauer Ernő magyar festőművész († 1962)
- 1889 – Ralph Fowler brit fizikus és csillagász († 1944)
- 1890 – Dr. Durkó Antal gimnáziumi tanár, múzeumigazgató († 1978)
- 1891 – Walter Eucken, német közgazdász († 1950)
- 1894 – Szőnyi István Kossuth-díjas magyar festőművész és grafikus, érdemes- és kiváló művész († 1960)
- 1895 – Mécs László magyar költő († 1978)
- 1899 – Al Capone az amerikai gengszter († 1947)
- 1899 – Amsel Ignác magyar labdarúgó († 1974)
- 1900 – Eduardo Cubells spanyol labdarúgó († 1964)
- 1910 – Dombi József magyar művészettörténész, tanár, iskolaigazgató, szakíró († 1990)
- 1914 – Harkányi Ödön magyar színész († 2002)
- 1915 – Benedek István magyar orvos, író, művelődéstörténész († 1996)
- 1922 – Bakos Ferenc magyar nyelvész († 1996)
- 1924 – Czabarka György Balázs Béla-díjas magyar operatőr, érdemes- és kiváló művész, a Magyar Televízió örökös tagja († 2009)
- 1924 – John Riseley-Prichard brit autóversenyző († 1993)
- 1927 – Eartha Kitt amerikai színésznő, énekesnő, kabarettista († 2008)
- 1931 – James Earl Jones amerikai színész († 2024)
- 1933 – Shari Lewis amerikai hasbeszélő, színésznő († 1998)
- 1934 – Hatlaczky Ferenc építészmérnök, világbajnok kajakozó, olimpiai ezüstérmes († 1986)
- 1940 – XIX. Nerszész Péter örmény katolikus pátriárka († 2015)
- 1942 – Muhammad Ali (er. neve Cassius Clay) amerikai ökölvívó, profi nehézsúlyú világbajnok († 2016)
- 1944 – Françoise Hardy francia énekesnő († 2024)
- 1945 – Carlo De Mejo, olasz színész († 2015)
- 1946 – Apró Ernő magyar bábművész, színész
- 1949 – Andy Kaufman amerikai humorista és színész, († 1984)
- 1950 – Cristina Galbó, spanyol színésznő
- 1952 – Rangos Katalin Prima Primissima díjas magyar újságíró, egyetemi tanár.
- 1953 – Roberto Canessa uruguayi gyermekkardiológus, politikus, az 1972 októberi andoki légiszerencsétlenség egyik túlélője
- 1955 – Szikra József magyar színész, a Győri Nemzeti Színház örökös tagja
- 1955 – Karikó Katalin Nobel- és Széchenyi-díjas magyar kutatóbiológus
- 1958 – Agnès Mellon francia opera-énekesnő[2]
- 1959 – Andrea Clausen német színésznő
- 1959 – Susanna Hoffs amerikai zenész, énekes
- 1962 – Jim Carrey kanadai színész
- 1969 – Tijs Verwest holland lemezlovas
- 1971 – Papp Ferenc zenész
- 1971 – Richard Burns angol raliversenyző
- 1972 – Rafał Trzaskowski, lengyel politikus, Varsó főpolgármestere
- 1978 – Mandula Petra magyar teniszezőnő
- 1979 – Bill May világbajnok amerikai szinkronúszó
- 1981 – Ngozi Monu nigériai úszó
- 1982 – Murányi Zita magyar író, költő, újságíró
- 1984 – Calvin Harris skót énekes, szövegíró, DJ és producer.
- 1985 – Simone Simons holland énekesnő
- 1985 – Robert Stănescu román tornász
- 1988 – Tóth Gabriella magyar énekesnő
- 1993 – Lang Ádám magyar válogatott labdarúgó

## Halálozások
- 395 – I. (Nagy) Theodosius római császár (* 347)
- 1468 – Szkander bég albán hadvezér, törökverő nemzeti hős (* 1405)
- 1634[3] – Szenczi Molnár Albert nyelvtudós, zsoltárköltő, műfordító, református lelkész, filozófus, egyházi író (* 1574)
- 1738 – Jean-François Dandrieu francia zeneszerző, (* 1684)
- 1751 – Tomaso Albinoni itáliai barokk zeneszerző, hegedűművész (* 1671)
- 1823 – Zacharias Werner német költő  (* 1768)
- 1868 – Gyenes Mihály ügyvéd, városi mérnök, (* 1800)
- 1869 – Alekszandr Szergejevics Dargomizsszkij orosz zeneszerző (* 1813)
- 1893 – Rutherford B. Hayes, az Amerikai Egyesült Államok 19. elnöke, (* 1822)
- 1897 – Vajda János magyar költő (* 1827)
- 1911 – Francis Galton angol polihisztor, felfedező, feltaláló, antropológus, földrajztudós, meteorológus (* 1822)
- 1938 – William Henry Pickering amerikai csillagász (* 1858)
- 1941 – Huszár Mihály magyar katolikus esperes-plébános, országgyűlési képviselő (* 1874)
- 1947 – Czóbel Minka magyar költőnő (* 1855)
- 1969 – Grażyna Bacewicz lengyel hegedűművész, zeneszerző és pedagógus (* 1909)
- 1974 – Glancz Sándor négyszeres világbajnok magyar asztaliteniszező (* 1908)
- 1982 – Varlam Tyihonovics Salamov komi (zürjén) származású orosz író. (* 1907)
- 1993 – Vámos Imre magyar író, újságíró (* 1927)
- 1997 – Fogarassy Mária Jászai Mari-díjas magyar színésznő, érdemes művész (* 1919)
- 1998 – Simon Kázmér magyar színész, a Győri Nemzeti Színház örökös tagja (* 1936)
- 2000 – Carl Forberg amerikai autóversenyző (* 1911)
- 2002 – Camilo José Cela Nobel-díjas spanyol író (* 1916)
- 2008 – Bobby Fischer amerikai sakkozó (* 1943)
- 2008 – Tony Dean brit autóversenyző (* 1932)
- 2014 – Harmath Andrea magyar színésznő  (* ?)
- 2016 – Földesi Margit magyar történész (* 1961)
- 2018 – Tálas Ernő magyar operaénekes (* 1926)
- 2021 – Sas József Jászai Mari-díjas magyar humorista, színész, érdemes és kiváló művész (* 1939)

## Ünnepek, emléknapok, világnapok
- Nagy Szent Antal ünnepe a katolikus egyházban: Szent Antal a háziállatok védőszentje